# NASDAQ
NASDAQ (акроним от англ. National Association of Securities Dealers Automated Quotation — Служба автоматизированных котировок Национальной ассоциации дилеров по ценным бумагам, читается как «на́сдак») — американская биржа, специализирующаяся на акциях высокотехнологичных компаний (производство электроники, программного обеспечения и т. п.). Одна из основных фондовых бирж США (наряду с NYSE), с 2006 года не является подразделением NASD, контролируется SEC. Собственник биржи — американская компания Nasdaq, Inc.. Помимо NASDAQ компании принадлежат также 8 европейских бирж.
Основана 8 февраля 1971 года. Название происходит от автоматической системы получения котировок, положившей начало бирже. По состоянию на март 2025 года на NASDAQ торговали акциями около 3300 компаний.

## История биржи

### Предыстория NASDAQ
В 1938 году Конгрессом США был принят документ, получивший название «Закон Мэлоуни» (англ. Maloney Act). Этот акт обязал всех брокеров, не являющихся членами какой-либо биржи (которых значительно больше, чем брокеров — членов бирж), присоединиться к саморегулируемой организации (СРО), которая будет ответственна за регулирование внебиржевого рынка.
В следующем году такая СРО была сформирована. Она была названа National Association of Securities Dealers (NASD, рус. Национальная ассоциация дилеров ценных бумаг).
NASD была обязана:
- принимать правила и процедуры с целью предотвращения мошеннических и манипулятивных действий
- делать всё возможное для предупреждения нарушений её членами законодательства о ценных бумагах, норм или правил самой NASD
- поддерживать честные и одинаковые для всех принципы торговли
- защищать интересы инвесторов и публики[3].

### Появление NASDAQ
В 1968 году по инициативе Конгресса США Комиссия по ценным бумагам и биржам провела специальное исследование по поводу «неудовлетворительного состояния внебиржевого рынка ценных бумаг». Причина была в том, что финансовая отчётность по компаниям зачастую отсутствовала или публиковалась нерегулярно, а сам внебиржевой рынок, несмотря на достаточно высокие прибыли, имел низкую ликвидность.
По результатам расследования, проведённого комиссией, Национальной ассоциации торговцев ценными бумагами была поручена систематизация и автоматизация всего розничного рынка ценных бумаг.
Как раз в конце 1960-х годов началось активное развитие компьютерных технологий, которые позволили решить эту задачу. В итоге была создана внебиржевая электронная система торговли ценными бумагами NASD Automated Quotations (NASDAQ). Первые сделки на бирже NASDAQ были заключены 8 февраля 1971 года.
Изначально NASDAQ представлял собой лишь информационную базу, «доску объявлений», в которой транслировались усреднённые, а потом лучшие котировки дилеров внебиржевого рынка.

### Развитие биржи
В 1982 году акции американских компаний, соответствующих более высоким требованиям листинга, были выделены в NASDAQ National Market (NNM). Прежде всего, это было сделано для отсеивания мелких компаний, стремящихся войти в листинг системы (а их было очень много). Для осуществления данной цели требования для участия компаний в деятельности на National Market были ужесточены. Только в 1990 году оформилась вторая группа акций, представляющих компании с небольшой капитализацией (около 40 % от общего числа компаний), — Nasdaq Small Cap Market (SCM).
В 1984 году на бирже начала работать система исполнения малых ордеров (англ. Small Order Execution System, SOES). Эта система дала возможность исполнять ордера маленького объёма против лучших котировок маркетмейкеров, что серьёзно расширило торговые возможности.
В 1990 году была запущена торговая система SelectNet, которая расширила возможности для нахождения и исполнения сделок по лучшей цене и большего объёма, чем возможные с помощью SOES.

## Функционирование биржи

### Время работы
Регулярная торговая сессия Nasdaq начинается в 9:30 и заканчивается в 16:00 по североамериканскому восточному времени (UTC−5). Торговые операции проводятся на базе платформ SuperMontage и Primex. После окончания регулярной сессии возможно проведение торгов до 20:00 в послеторговую сессию через платформу SelectNet.

### Схема торговли
Схема, по которой ведётся торговля на бирже NASDAQ, отличается от традиционной биржевой схемы. Несколько маркетмейкеров здесь соревнуются за исполнение ордера клиента. На данный момент[когда?] на бирже их около шестисот. Основная функция маркетмейкера в NASDAQ (так же, как и в NYSE) — непрерывное выставление котировок и поддержание ликвидности по определённой группе акций во время торговли. То есть, маркетмейкер обязан исполнить поступивший ордер клиента за счёт собственных резервов в случае отсутствия на рынке соответствующего противоположного предложения. Некоторые маркетмейкеры поддерживают несколько сотен акций, другие — несколько тысяч. В итоге, в среднем, по одному виду акций ликвидность поддерживают четырнадцать маркетмейкеров, а по другим — до пятидесяти. Котировки системы NASDAQ по данной акции — результат сопоставления котировок, предоставляемых маркетмейкерами и альтернативными торговыми системами.

### Рынки NASDAQ

#### NASDAQ National Market (NNM)
NASDAQ National Market (NNM) — рынок для наиболее активно торгуемых на бирже NASDAQ ценных бумаг крупнейших компаний-эмитентов. Рынок был выделен в 1982 году. Сейчас на нём обращается более 4000 ценных бумаг. Для получения листинга на NASDAQ National Market компания должна отвечать жёстким критериям финансового положения, капитализации и корпоративного управления.

#### NASDAQ Nasdaq Small Cap Market (SCM)
The Nasdaq Small Cap Market (SCM) — рынок NASDAQ для акций компаний малой капитализации. В листинг Small Cap Market входит более 1000 ценных бумаг.

### Компьютерные торговые системы

#### SOES
Small Order Execution System (SOES) — это система исполнения мелких ордеров. SOES была предназначена для дневных трейдеров, торгующих на рынке NASDAQ пакетами до 1000 акций. Она позволяла мелким инвесторам получить доступ к системе Nasdaq и её маркетмейкерам. Система была запущена после биржевого краха 1987 года. Её главной задачей было обеспечение ликвидности рынка для обычных инвесторов. SOES позволяла индивидуальным инвесторам осуществлять сделки по акциям NASDAQ с институциональными инвесторами, которые постоянно выставляют по этим акциям свои котировки на покупку/продажу.
Участие маркетмейкеров в SOES по всем акциям Nasdaq стало обязательным в 1988 году. Причиной этого стало то, что во время биржевого кризиса 1987 года множество мелких инвесторов не смогли получить доступ к котировкам маркетмейкеров. До этого момента брокерам для исполнения клиентских ордеров приходилось звонить маркетмейкерам по телефону, а поскольку во время биржевого кризиса дозвониться до маркетмейкеров было практически невозможно, многие клиентские ордера остались без исполнения. Система SOES должна была обеспечить для индивидуальных клиентов доступ на рынок Nasdaq, а значит — укрепить к нему доверие.
На данный момент система SOES на бирже не используется.

#### SelectNet
В 1988 году на бирже NASDAQ была введена в эксплуатацию система подтверждения сделок (англ. Order Confirmation Transaction service, OCT). Система позволяла избавиться от проблем передачи ордера по телефону и постановки ордера в минуты быстрого движения рынка. Теперь ордера передаются электронно через OCT, и при наличии встречной заявки исполняются автоматически. В 1990 году OCT была переименована в SelectNet. В этот период расширились возможности проведения переговоров между продавцом и покупателем, а также появилась возможность направлять ордер всем маркетмейкерам одновременно.

#### SuperMontage
SuperMontage — новая система отображения котировки движения ордеров. Она официально была запущена в действие 7 октября 2003 года в Европе, а 14 октября 2003 и в США. Система SuperMontage сменила устаревшую платформу SuperSoes и на данный момент служит для торговли акциями NASDAQ National Market и Nasdaq Small Cap Market. Кроме того, SuperMontage обеспечивает доступ к торговле акциями, обращающимися на других биржах США.

### Сайт
В 1999 году сайт биржи был взломан группой хакеров под названием «United Loan Gunmen». Хакеры оставили на сайте записку, в которой сообщали, что взлом был проведён для того, чтобы «акции резко подскочили вверх, сделав счастливыми всех инвесторов, а затем, мы надеемся, все инвесторы повесят на бамперы своих мерседесов наклейки „Спасибо, ULG!“». Помимо этого хакеры создали себе e-mail аккаунт на сервере NASDAQ. Во время этого инцидента никакого нарушения финансовых транзакций не произошло.

## Известные сделки

### Первая попытка купить LSE
В марте 2006 года NASDAQ предпринял первую попытку приобрести Лондонскую фондовую биржу (LSE), однако сделка не состоялась. По словам руководства Лондонской биржи, NASDAQ предложил сильно заниженную цену из расчёта 17,42 долларов за акцию. После отрицательного ответа со стороны LSE, NASDAQ занялась скупкой её акций и уже менее чем через два месяца стала крупнейшим акционером LSE, собрав пакет из 25,1 % акций.

### Вторая попытка купить LSE
20 ноября 2007 года Nasdaq приобрела дополнительный пакет акций LSE и увеличила свою долю в ней до 28,75 %. После этого NASDAQ вновь объявил о намерении купить LSE, предложив 2,7 млрд фунтов, ($5,1 млрд), то есть по цене 12,43 фунта на акцию. Но через 7 часов Nasdaq получила отказ от LSE. Исполнительный генеральный директор LSE Клара Фёрс объяснила, что Nasdaq «не смогла оценить значительные показатели роста и перспективы её группы как самостоятельной компании».

### NASDAQ и OMX
25 мая 2007 года Nasdaq договорилась о приобретении своего шведского конкурента OMX за 25,1 миллиарда шведских крон ($3,7 млрд). Таким образом, она наконец вышла на европейский рынок после двух неудачных попыток приобрести Лондонскую фондовую биржу. Поглощение OMX завершилось в 2008 году.

## Индексы NASDAQ

### Общие сведения
Биржа NASDAQ имеет ряд индексов деловой активности. Основной (сводный) — Nasdaq Composite, также называемый просто NASDAQ. На данный момент на NASDAQ котируются акции не только высокотехнологичных компаний, поэтому возникла целая система индексов, каждый из которых отражает ситуацию в соответствующей отрасли экономики. Сейчас существует тринадцать таких индексов, в основе которых лежат котировки ценных бумаг, торгуемых в электронной системе NASDAQ.

### NASDAQ Composite
NASDAQ Composite — это сводный индекс NASDAQ. Он включает в себя более пяти тысяч компаний (как американских, так и иностранных), которые входят в листинг NASDAQ. Акции любой из них влияют на индекс пропорционально своей рыночной стоимости. Рыночная стоимость рассчитывается очень просто: общее число акций компании умножается на текущую рыночную стоимость одной акции. Расчёты этого индекса начались 5 февраля 1971 года с уровня 100, в 2000 году он достигал даже пятитысячной отметки, но после всеобщего падения рынка компьютерных и информационных технологий сильно упал, однако с 2010 года уверенно растет и сейчас находится в районе 11 000 пунктов.

### NASDAQ National Market Composite index
Индекс NASDAQ National Market Composite по своей сути аналогичен индексу NASDAQ Composite с той разницей, что составлен на основе акций из листинга Национального рынка (NASDAQ National Market).

### NASDAQ-100 Index
NASDAQ-100 — индекс, который рассчитывается на основе рыночной капитализации 100 крупнейших компаний нефинансового сектора, зарегистрированных на бирже NASDAQ.

### Другие индексы NASDAQ
Кроме вышеназванных существуют и иные индексы, например:
- NASDAQ Bank Index — для компаний банковского сектора
- NASDAQ Biotechnology Index — для медицинских и фармацевтических компаний
- NASDAQ Computer Index — для компаний, разрабатывающих программное и аппаратное обеспечение для компьютеров
- NASDAQ Financial Index — для компаний финансового сектора, кроме банков и страховых компаний
- NASDAQ Industrial Index — для промышленных компаний
- NASDAQ Insurance Index — для страховых компаний
- NASDAQ Telecommunications Index — для телекоммуникационных компаний.

И так далее.